# Hina Rabbani Khar
Hina Rabbani Khar (en ourdou : حنا ربّانی کھر), née le 19 novembre 1977 à Multan dans le Pendjab, au Pakistan, est une femme politique et femme d'affaires pakistanaise. Élue députée aux élections de 2002 sous l'étiquette de la Ligue musulmane du Pakistan (Q), elle quitte son parti pour rejoindre le Parti du peuple pakistanais et est réélue aux élections de 2008. Elle est ministre des Affaires étrangères entre 2011 et 2013 puis ministre d’État à partir de 2022.

## Biographie

### Éducation et vie privée
Hina Rabbani Khar est issue d'une famille historiquement influente de grands propriétaires terriens, à l'instar de quasiment tous les hommes politiques pakistanais. Elle est la fille de Malik Ghulam Noor Rabbani Khar, ancien député à l'Assemblée nationale. Son oncle, Ghulam Mustafa Khar, a été gouverneur de la province du Pendjab.
Elle est diplômée de l'université de Lahore en 1999, à l'âge de 22 ans, puis de l'université du Massachusetts en 2002.
Femme d'affaires, elle est mariée à Feroz Gulzar, lui aussi homme d'affaires, avec lequel elle a deux filles. Elle est copropriétaire du Polo Lounge, un restaurant chic situé à Lahore.
En 2012, des rumeurs font état d'une relation entre elle et Bilawal Bhutto Zardari, président du Parti du peuple pakistanais et fils de l'ancienne Premier ministre Benazir Bhutto et d'Asif Ali Zardari, président de la République islamique du Pakistan.

### Carrière politique

#### Députée à l'Assemblée nationale

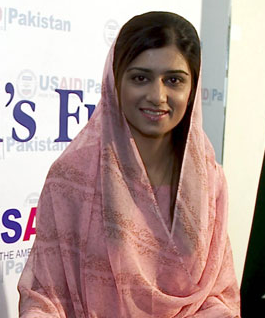
Hina Rabbani Khar en 2006.

Elle est élue députée pour la première fois lors des élections législatives de 2002 sous l'étiquette de la Ligue musulmane du Pakistan (Q) du président Pervez Musharraf, alors qu'elle est âgée de 25 ans. Elle est élue de justesse, avec 34,29 % des voix contre 34,04 % pour son principal rival. Elle devient ensuite secrétaire parlementaire aux affaires économiques et statistiques. Elle quitte la ligue pour rejoindre le Parti du peuple pakistanais avant les élections de 2008.
Aux élections législatives de 2008, elle est candidate à sa succession dans la deuxième circonscription de Muzaffargarh (sud du Pendjab). Elle remporte le scrutin en réunissant près de 85 000 votes et 60 % des voix.
Elle ne se présente pas aux élections législatives de 2013 alors que son père se porte candidat dans sa circonscription, mais celui-ci n'est pas élu. Elle redevient députée peu après les élections de 2018, quand elle est nommée parmi les sièges réservés aux femmes.

#### Ministre dans le gouvernement fédéral
Le 13 février 2011, elle intègre le gouvernement fédéral au poste de ministre d’État des Affaires étrangères, nommée par le Premier ministre Youssouf Raza Gilani en remplacement de Shah Mehmood Qureshi, un membre important du Parti du peuple pakistanais. Elle est la première femme à occuper ce poste dans le pays et devient, à 34 ans, le plus jeune ministre. Cette nomination est une surprise alors que le remaniement avait surtout pour but de réduire le nombre de ministres. Elle prend officiellement ses fonctions le 19 juillet 2011 en étant élevée au rang de « ministre fédérale », bien qu'occupant de fait ce poste jusqu'à cette date. Elle reste en poste jusqu’aux élections législatives de 2013, qui voient Nawaz Sharif redevenir Premier ministre.
Le 19 avril 2022, elle est nommée ministre d’État des Affaires étrangères dans le gouvernement de coalition de Shehbaz Sharif, avec neuf autres membres de son parti.

### Accusations de corruption
Hina Rabbani a été critiquée à la suite d'accusations de corruption visant son mari et son beau-père. Ceux-ci sont accusés d'avoir bénéficié d'impayés sur les factures d'électricité de leur entreprise industrielle Galaxy Textile Mills. Les montants s'élèvent à 70 millions de roupies pakistanaises, soit environ 600 000 euros.
De même, elle et son mari ont été cités comme potentiels bénéficiaires de l'ordonnance nationale de réconciliation qui garantit une amnistie à de nombreux hommes politiques pour des faits de corruption, et qui a été annulée par la Cour suprême en 2009[réf. nécessaire].